# Terra Samba
Terra Samba ist eine 1991 gegründete brasilianische Sambareggae-Musikgruppe des Stils Pagode baiano aus Salvador da Bahia. Gründungsmitglieder sind Mário Ornellas und Edson Souza, zwei ehemalige Percussionisten der populären Pagode-Truppe Gera Samba. 
Die Band bestand ursprünglich aus 12 Mitgliedern. Ihr Durchbruch gelang ihr mit ihrem zweiten Album 1996 Deus É Brasileiro, ihre ersten fünf Alben wurden mehr als drei Millionen Mal verkauft.
Seit 2016 leiten Negão Jamaica, sein Bruder Beto Jamaica (Tchan) und Mário Ornellas die Band.

## Erfolge
Im Jahr 1998 landeten sie mit dem Lied Liberar Geral einen Megahit und zählt zu den Klassikern des Genre. Ihr brasilianischer (vergleich Karneval in Salvador) und karibischer Rhythmus ist typisch für die Musik der Band. 
Einige andere bekannte Lieder sind Deus é Brasileiro („Gott ist Brasilianer“), Na Manteiga, Banho de Chuveiro oder Carrinho de Mão. Terra Samba zählt zu den populären Bands aus Brasilien zur Zeit der ersten Welle des Axé in den 1990er Jahren. Zudem hatte die Band drei Tourneen in Europa, sowie zwei in Amerika, wo sie auch außerhalb ihrer Heimat bekannt wurden. 

## Diskografie
- 1995: Terra Samba Faz Bem
- 1996: Deus é Brasileiro
- 1997: Liberar Geral
- 1998: Ao Vivo e a Cores (BR: ×2Doppeldiamant )
- 1999: Auê do Terra (BR: Gold)
- 2000: Sinal Verde
- 2001: Ao Vivo e a Cores II
- 2002: Xi do Terra Samba
- 2003: Show do Terra
- 2004: É só Alegria
- 2005: Terra Mix
- 2006: Dendê
- 2008: Live at Ceval

## Auszeichnungen für Musikverkäufe
Goldene Schallplatte
- Uruguay
  - 1999: für das Album Ao Vivo e a Cores

| Land/RegionAuszeichnungen für Musikverkäufe (Land/Region, Auszeichnungen, Verkäufe, Quellen) | Gold     | Platin | Diamant     | Verkäufe  | Quellen                                                        |
| -------------------------------------------------------------------------------------------- | -------- | ------ | ----------- | --------- | -------------------------------------------------------------- |
| Brasilien (PMB)                                                                              | Gold1    | —      | 2× Diamant2 | 2.100.000 | pro-musicabr.org.br                                            |
| Uruguay (CUD)                                                                                | Gold1    | —      | —           | 3.000     | cudisco.org (Memento vom 16. Februar 2005 im Internet Archive) |
| Insgesamt                                                                                    | 2× Gold2 | —      | 2× Diamant2 |           |                                                                |